# Char Asiab (huyện)
Char Asiab là một huyện thuộc tỉnh Kabul, Afghanistan. Dân số thời điểm năm 1999 là 35,393 người.